# Paula Gorycka
Paula Gorycka, née le 5 novembre 1990 à Cracovie, est une coureuse cycliste polonaise.

## Palmarès sur route
- 2012
  - 2e du championnat de Pologne du contre-la-montre

## Palmarès en cross-country

### Coupe du monde
- Coupe du monde de cross-country espoirs
  - 2011 : 8e du classement général
  - 2012 : 9e du classement général

- Coupe du monde de cross-country
  - 2009 : 62e du classement général
  - 2010 : 44e du classement général
  - 2013 : 48e du classement général
  - 2014 : 42e du classement général
  - 2015 : 67e du classement général
  - 2016 : 77e du classement général
  - 2017 : 54e du classement général
  - 2018 : 46e du classement général
  - 2019 : 28e du classement général
  - 2021 : 65e du classement général
  - 2022 : 56e du classement général

- Coupe du monde de cross-country short track
  - 2022 : 67e du classement général

### Championnats du monde
- Canberra 2009
  - 7e du cross-country espoirs
- Beaupré 2010
  -  Médaillée de bronze du cross-country espoirs

### Championnats d'Europe
- 2012
  -  Championne d'Europe de cross-country espoirs

### Championnats de Pologne
- 2012
  -  Championne de Pologne de cross-country

## Palmarès en cyclo-cross
- 2012-2013
  - 2e du championnat de Pologne de cyclo-cross
- 2013-2014
  -  Championne de Pologne de cyclo-cross